# Accel World
Accel World (jap. アクセル・ワールド, Akuseru Wārudo) ist eine Light-Novel-Reihe des japanischen Autors Reki Kawahara mit Illustrationen des Zeichners HIMA, die seit Februar 2009 bei ASCII Media Works beim Imprint Dengeki Bunko veröffentlicht wird.
Die Romanreihe wurde durch drei Manga-Reihen und eine Anime-Fernsehserie sowie einen Anime-Film vom Animationsstudio Sunrise adaptiert.

## Handlung
Die Handlung spielt in der Zukunft und verfolgt den kleingewachsenen und übergewichtigen Schüler Haruyuki Arita. Er wird von der Mitschülerin Kuroyukihime dazu gebracht, an einem virtuellen Spiel namens Brain Burst teilzunehmen, in dem es den Spielern ermöglicht wird, die Zeit in der realen Welt sehr stark zu verlangsamen und zum eigenen Vorteil zu nutzen, solange sie nicht mangels Erfolg im Spiel ausscheiden.

## Entstehung und Veröffentlichungen
Reki Kawahara veröffentlichte im November/Dezember eine Erstfassung der Geschichte unter dem Titel Chōzetsu Kasoku Burst Linker (超絶加速バースト・リンカー, Chōzetsu Kasoku Bāsuto Rinkā, dt. „überlegene Beschleunigung Burst Linker“) im Netz. Unter dem Titel Accel World gewann er damit den großen Preis des Dengeki-Romanpreises 2008.
Daraufhin begann die Veröffentlichung durch ASCII Media Works am 10. Februar 2009 beim Imprint Dengeki Bunko. Die Illustrationen stammen von dem Künstler HIMA. Bisher (Stand: August 2021) wurden von der noch immer fortgesetzten Romanreihe 25 Bände veröffentlicht.
| #  | Titel                                                                           | Japanische Veröffentlichung           | Deutsche Veröffentlichung             |
| -- | ------------------------------------------------------------------------------- | ------------------------------------- | ------------------------------------- |
| 01 | Die Rückkehr des schwarzen Schneewittchens Kuroyukihime no Kikan (黒雪姫の帰還) | 10. Feb. 2009, ISBN 978-4-04-867517-8 | 9. März 2015, ISBN 978-3-8420-1154-0  |
| 02 | Die rote Sturmprinzessin Kurenai no Bōfūki (紅の暴風姫)                         | 10. Juni 2009, ISBN 978-4-04-867843-8 | 8. Juni 2015, ISBN 978-3-8420-1155-7  |
| 03 | Die Räuber aus der Dämmerung Yūyami no Ryakudatsusha (夕闇の略奪者)             | 10. Okt. 2009, ISBN 978-4-04-868070-7 | 14. Sep. 2015, ISBN 978-3-8420-1156-4 |
| 04 | Der Flug in die blauen Lüfte Aozora e no Hishō (蒼空への飛翔)                   | 10. Feb. 2010, ISBN 978-4-04-868327-2 | 17. Dez. 2015, ISBN 978-3-8420-1157-1 |
| 05 | Die schwebende Brücke im Sternenlicht Hoshikage no Ukihashi (星影の浮き橋)      | 10. Juni 2010, ISBN 978-4-04-868593-1 | 17. März 2016, ISBN 978-3-8420-1158-8 |
| 06 | Das Schreinmädchen mit dem Heiligen Feuer Jōka no Miko (浄火の神子)             | 10. Okt. 2010, ISBN 978-4-04-868969-4 | 16. Juni 2016, ISBN 978-3-8420-1159-5 |
| 07 | Der Harnisch des Unglücks Saika no Yoroi (災禍の鎧)                             | 10. Feb. 2011, ISBN 978-4-04-870276-8 | 15. Sep. 2016, ISBN 978-3-8420-1160-1 |
| 08 | Der Doppelstern des Schicksals Unmei no Rensei (運命の連星)                     | 10. Juni 2011, ISBN 978-4-04-870550-9 | 15. Dez. 2016, ISBN 978-3-8420-1161-8 |
| 09 | Das siebentausendjährige Gebet Nanasennen no Inori (七千年の祈り)               | 10. Okt. 2011, ISBN 978-4-04-870954-5 | 16. März 2017, ISBN 978-3-8420-1162-5 |
| 10 | Elements                                                                        | 10. Dez. 2011, ISBN 978-4-04-886241-7 | 15. Juni 2017, ISBN 978-3-8420-1163-2 |
| 11 | Der härteste Wolf aller Zeiten Chōkō no Ōkami (超硬の狼)                        | 10. Apr. 2012, ISBN 978-4-04-886521-0 | 14. Sep. 2017, ISBN 978-3-8420-1164-9 |
| 12 | Das rote Symbol Aka no Monshō (赤の紋章)                                        | 10. Aug. 2012, ISBN 978-4-04-886795-5 | 14. Dez. 2017, ISBN 978-3-8420-1165-6 |
| 13 | Der Startschuss in der Brandung Mizugiwa no Gōka (水際の号火)                   | 10. Feb. 2013, ISBN 978-4-04-891330-0 | 16. Aug. 2018, ISBN 978-3-8420-1166-3 |
| 14 | Der leuchtende Erzengel Gekkō no Daitenshi (激光の大天使)                       | 10. Juni 2013, ISBN 978-4-04-891608-0 | 13. Sep. 2018, ISBN 978-3-8420-1167-0 |
| 15 | Ende und Anfang Owari to Hajimari (終わりと始まり)                              | 10. Okt. 2013, ISBN 978-4-04-866005-1 | 13. Dez. 2018, ISBN 978-3-8420-4625-2 |
| 16 | Das schlafende Schneewittchen Shirayukihime no Madoromi (白雪姫の微睡)          | 8. Feb. 2014, ISBN 978-4-04-866320-5  | 11. Jan. 2019, ISBN 978-3-8420-4626-9 |
| 17 | Die Wiege der Sterne Hoshi no Yurikago (星の揺りかご)                           | 10. Okt. 2014, ISBN 978-4-04-866936-8 | 6. März 2019, ISBN 978-3-8420-5215-4  |
| 18 | Der schwarze Kämpfer mit den zwei Schwertern Kuro no Sokenshi (黒の双剣士)      | 10. Juni 2015, ISBN 978-4-04-865189-9 | 31. Mai 2019, ISBN 978-3-8420-5233-8  |
| 19 | Der Sog des dunklen Sternennebels Nega Nebulus no Inryoku (暗黒星雲の引力)      | 10. Nov. 2015, ISBN 978-4-04-865438-8 | 11. Sep. 2019, ISBN 978-3-8420-5577-3 |
| 20 | Schwarz gegen Weiß Shiro to Kuro no Sōkoku (白と黒の相剋)                       | 10. Juni 2016, ISBN 978-4-04-892115-2 | 25. Nov. 2019, ISBN 978-3-8420-5665-7 |
| 21 | Die Schneefee Yuki no Yōsei (雪の妖精)                                          | 10. Dez. 2016, ISBN 978-4-04-892390-3 | 2. März 2020, ISBN 978-3-8420-5920-7  |
| 22 | Der ewig brennende Sonnengott Zetsuen no Taiyōshin (絶焔の太陽神)               | 10. Nov. 2017, ISBN 978-4-04-893465-7 | 8. Sep. 2021, ISBN 978-3-8420-5921-4  |
| 23 | Kuroyukihimes Geständnis Kuroyukihime no Kokuhaku (黒雪姫の告白)                | 7. Sep. 2018, ISBN 978-4-04-893917-1  | 14. Sep. 2022, ISBN 978-3-8420-7985-4 |
| 24 | Die blaue Schwertmeisterin Seika no Kensen (青華の剣仙)                         | 10. Aug. 2019, ISBN 978-4-04-912676-1 | 9. Aug. 2023, ISBN 978-3-8420-8463-6  |
| 25 | Der Megagott des Untergangs Shūen no Kyoshin (終焉の巨神)                       | 10. Sep. 2020, ISBN 978-4-04-913440-7 | 11. Juni 2025, ISBN 978-3-7593-0775-0 |
| 26 | Retten no Seifukusha (裂天の征服者)                                             | 10. März 2022, ISBN 978-4-04-914133-7 |                                       |

Bis 2012 wurden 2,8 Millionen Exemplare der Reihe verkauft, davon allein 1 Million von November 2011 bis November 2012, womit es nach Sword Art Online vom selben Autor die zweiterfolgreichste Light-Novel-Reihe des Jahres war. Bis November 2013 folgten weitere 550.000 Exemplare, wodurch die Reihe auf Platz 10 landete.
In den USA wurde die Romanreihe von Yen Press lizenziert und erscheint seit Juli 2014. Tokyopop verlegt die Reihe im deutschsprachigen Raum seit März 2015.

## Adaptionen

### Manga
Beim Verlag ASCII Media Works erscheinen drei verschiedene Manga-Reihen unterschiedlicher Ausrichtung.
Die erste Reihe Accel World ist eine direkte Umsetzung der Romanreihe in das Manga-Format durch Hiroyuki Aigamo. Diese erschien seit Ausgabe 5/2010 vom 10. April 2010 bis zur Ausgabe 7/2017 vom 9. Juni 2017 im Magazin Dengeki Bunko Magazine. Die Kapitel wurden in acht Sammelbänden (Tankōbon) zusammengefasst (Stand: Juli 2017). Am 14. Februar 2014 gab Yen Press bekannt, ebenfalls diesen Manga lizenziert zu haben, der ab Herbst in den USA erscheinen soll. Die erste Manga-Reihe wurde für den deutschsprachigen Raum komplett von Tokyopop veröffentlicht.
Eine Parodie als Yonkoma-Manga namens Acchel World. (あくちぇる・わーるど。) lief in der gleichen Ausgabe an. Dieser wird von Ryuryū Akari gezeichnet und erschien zudem in bisher fünf Sammelbänden (Stand Juli 2016).
Accel World/Dural Magisa Garden (アクセル・ワールド/デュラル マギサ・ガーデン, Akuseru Wārudo/Dyuraru Magisa Gāden) ist ein Spin-off und mit anderen Figuren sowie eigener Handlung, in der die Hauptfiguren des Romans nur Nebenrollen haben. Dieser wird von Ayato Sasakura gezeichnet und erschien in der Comic Dengeki Daiō seit Ausgabe 3/2012 vom 27. Januar 2012 bis Ausgabe 06/2017 vom 27. Juni 2017. Es wurden alle Kapitel in acht Sammelbänden zusammengefasst (Stand: August 2017). Von November 2016 bis August 2018 erschienen sie komplett auf Deutsch bei Tokyopop.

### Anime
Aufbauend auf den ersten vier Bänden der Romanvorlage entstand die gleichnamige 24-teilige Anime-Fernsehserie Accel World. Sie wurde vom Animationsstudio Sunrise unter der Regie von Masakazu Obara umgesetzt. Die Erstausstrahlung erfolgte vom 7. April bis 22. September 2012 nach Mitternacht (und damit am vorherigen Fernsehtag) auf den japanischen Sendern Tokyo MX und TV Saitama. In den folgenden Tagen begann ebenfalls die Sender Chiba TV, TV Kanagawa, TV Aichi, MBS, AT-X, HBC, RKB, Tochigi TV, Gunma TV, BS11 und Kids Station mit der Ausstrahlung. Parallel dazu wurde die Serie auch auf diversen Streamingplattformen, wie etwa Bandai Channel, Smile Namahōsō (Nico Nico Douga) oder PlayStation Store, im Internet angeboten.
Die Folgen wurden zudem vom 25. Juni 2012 bis 27. Februar 2013 auf acht DVDs bzw. Blu-rays veröffentlicht. Die limitierten Fassungen enthielten zudem Anime-Adaptionen der Yonkoma-Parodie Acchel World.
Am 6. Dezember 2015 hat der Publisher Kazé angekündigt, dass der Anime in Deutschland erscheinen wird.
Die Erste Volume erschien am 4. August 2017 auf Blu-ray und DVD erschienen.
Volume 2 am 29. September 2017,
Volume 3 am 24. Oktober 2017,
Volume 4 am 10. Januar 2018.
Jedes Volume enthält 6 Folgen. Als Bonus in jeder Box sind 3 Postkarten enthalten, auf Disc gibt es Clean-Opening und -Ending. Volume 1 gibt es in einer limitierten Fassung mit Sammelschuber und Poster.

### Film
Auf dem Dengeki-Bunko-Herbstfest 2015 wurde ein neues Anime-Projekt mit dem Namen Accel World: Infinite Burst angekündigt.
Accel World: Infinite Burst kam am 23. Juli 2016 in Japan ins Kino. Zum Film wurde von Reki Kawahara eine Novel geschrieben, die es für die Kinobesucher innerhalb der ersten Woche nach Premiere gab.

#### Synchronisation
| Rolle                         | Synchronsprecher (Seiyū) | Deutscher Sprecher |
| ----------------------------- | ------------------------ | ------------------ |
| Haruyuki Arita / Silver Crow  | Yūki Kaji                | Jan Makino         |
| Kuroyukihime / Black Lotus    | Sachika Misawa           | Mareile Moeller    |
| Chiyuri Kurashima / Lime Bell | Aki Toyosaki             | Laurine Betz       |
| Takumu Mayuzumi / Cyan Pile   | Shintarō Asanuma         | Maximilian Artajo  |

Für Sachika Misawa war dies ihre erste Hauptrolle, nachdem sie erst 2011 die Schule abgeschlossen hatte. Der Autor der Romanvorlage Reki Kawahara hatte zudem eine Cameo-Rolle, bei dem er in Folge 2 und 5 einen bebrillten Roboter spricht.

### Computerspiele
Banpresto entwickelte zwei Kampf-Videospiele für die PlayStation 3 und die PlayStation Portable, die von Namco Bandai Games veröffentlicht wurden. Accel World – Gin’yoku no Kakusei (アクセル・ワールド ─銀翼の覚醒─, Akuseru Wārudo – Gin’yoku no Kakusei) erschien am 13. September 2012 und Accel World – Kasoku no Chōten (アクセル・ワールド ─加速の頂点─, Akuseru Wārudo – Kasoku no Chōten) am 31. Januar 2013. Die limitierten Fassungen enthalten je eine Anime-Extrafolge: Accel World #EX01 – Reverberation;Zankyō (Reverberation；残響) und Accel World #EX02 – Vacation;Onsen (Vacation;温泉).
In Sword Art Online: Lost Song ist Kuroyukihime als Black Lotus erspielbar.
Im Oktober 2016 wurde Accel World VS Sword Art Online: Millennium Twilight während des Dengeki Bunko Herbstfestival 2016 angekündigt. Dieses Spiel beinhaltet die Charaktere der Novel-Serien Accel World und Sword Art Online. Es erschien am 16. März 2017 in Japan und im Sommer 2017 in Europa für PlayStation 4 und PlayStation Vita erscheinen.